# Röhr
Röhr (Рьор) — з 1926 року німецький виробник автомобілів. Штаб-квартира була розташована в місті Обер-Рамштадт. У 1931 році компанію купує фірма Schweizer Holdinggesellshaft für Automobilwerke. У 1935 році компанія припинила виробництво автомобілів.

## Ганс Густав Рьор
Ганс Густав Рьор народився в лютому 1895 року в родині багатого сталеливарного промисловця. Батьки думали, що росте гідна зміна, проте хлопця мало цікавив бізнес, його захопило конструювання.
Ще у віці 17 років Ганс будує свій перший літак, правда, допомагав йому в цьому інженер Йозеф Даубен, який стане його найкращим другом і компаньйоном на довгі роки. Однак літак, який вони побудували, був не двокрилим, тобто біпланом, якими були в основній своїй масі літаки того часу, а монопланом. Проте в історичних довідках піонером німецького монопланеризму вказується Фоккер, який почав будувати такі літаки в 1915 році (а Рьор побудував у 1912 році).
Під час війни Ганс Рьор іде служити в авіацію, під час війни він збиває двох супротивників над небом Фландрії (у той час асом вважався льотчик, що збив 5 літаків). У 1918 році він влаштовується стажистом у кельнську фірму Priamus Automobilwerke, яка займалася виробництвом автомобілів та авіаційних двигунів. Там він сконструював 5-циліндровий радіальний мотор, потужністю 600 сил, який довелося знищити, коли німецькі війська стали відступати, щоб розробка не дісталася французам.
Після війни за умовами Версальського договору Німеччині було заборонено займатися авіацією, тому фірмі Priamus і, відповідно, працюючому там Рьору доводиться сконцентруватися виключно на автомобілях. Тоді ж у цю фірму влаштовується його друг Йозеф Даубен, разом вони конструюють легкий легковий автомобіль, у якому використано досвід літакобудування, проте «Пріамус» не зацікавився розробкою. Молоді люди йдуть з фірми і переїжджають у Берлін. У 1920 році вони будують другий прототип з гідравлічними гальмами всіх коліс, але жодна фірма не бажає купувати їх конструкцію, хоча і всі визнають її гідною.

## Заснування компанії
У 1923 році друзі будують автомобіль з низькою рамою, незалежною підвіскою всіх коліс і 6-циліндровим двигуном, знову пропонують його виробникам, але знову отримують відмову, ніхто не ризикує виробляти настільки передову конструкцію. Тоді Рьор вирішує самостійно випускати автомобіль за допомогою родичів і головного власника акцій синдикату MIAG — Хуго Греффеніуса, у жовтні 1926 року купується приміщення автомобільного заводу Falcon Automobilwerke в Обер-Рамштадті. Фірма Falcon займалася виробництвом друкарських машинок, а з 1921 року почала випускати автомобілі, але надії не виправдали себе, і фірма вирішила продати автомобільне відділення, а нова фірма, яка тепер розташовувалася в цих цехах, стала називатися Röhr Auto AG. При цьому Рьор, Даубен та Греффеніус не захотіли продовжувати випускати автомобілі, які випускалися до цього на куплених потужностях, а вирішили будувати виключно власну конструкцію. Але компаньйони вирішили вийти на ринок не з 6-циліндровим мотором на такому просунутому шасі, а восьми, тому відразу взялися за проєктування нового агрегата.

## Початок виробництва автомобілів

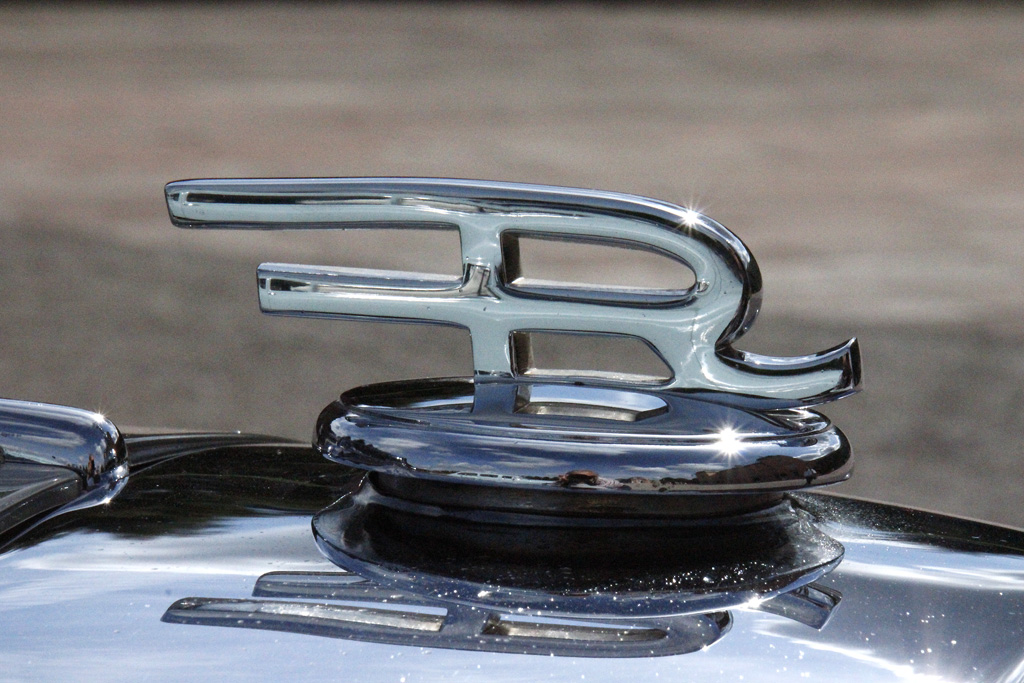
Емблема Röhr Auto AG

У середині 1927 року з конвеєра стали сходити перші автомобілі.
Це були низькорамні автомобілі з незалежною підвіскою всіх коліс, рульове управління було рейковим, гальма з механічним приводом були на всіх колесах. По керованості цьому автомобілю мало хто міг скласти конкуренцію в той час. Під капотом був розташований 8-циліндровий мотор, об'ємом всього 2 л і потужністю 40 сил. Машина отримала назву Röhr 8 8/40PS. Продавши до кінця року всього близько 100 машин, з'ясувалося, що мотор був слабенький для неї, і покупці були незадоволені характеристиками потужності машини, при цьому машина засмучує ще й нерівноцінним паливним апетитному, тому було вирішено збільшити об'єм мотора до 2.25 л, потужність таким чином зросла до 50 к.с.

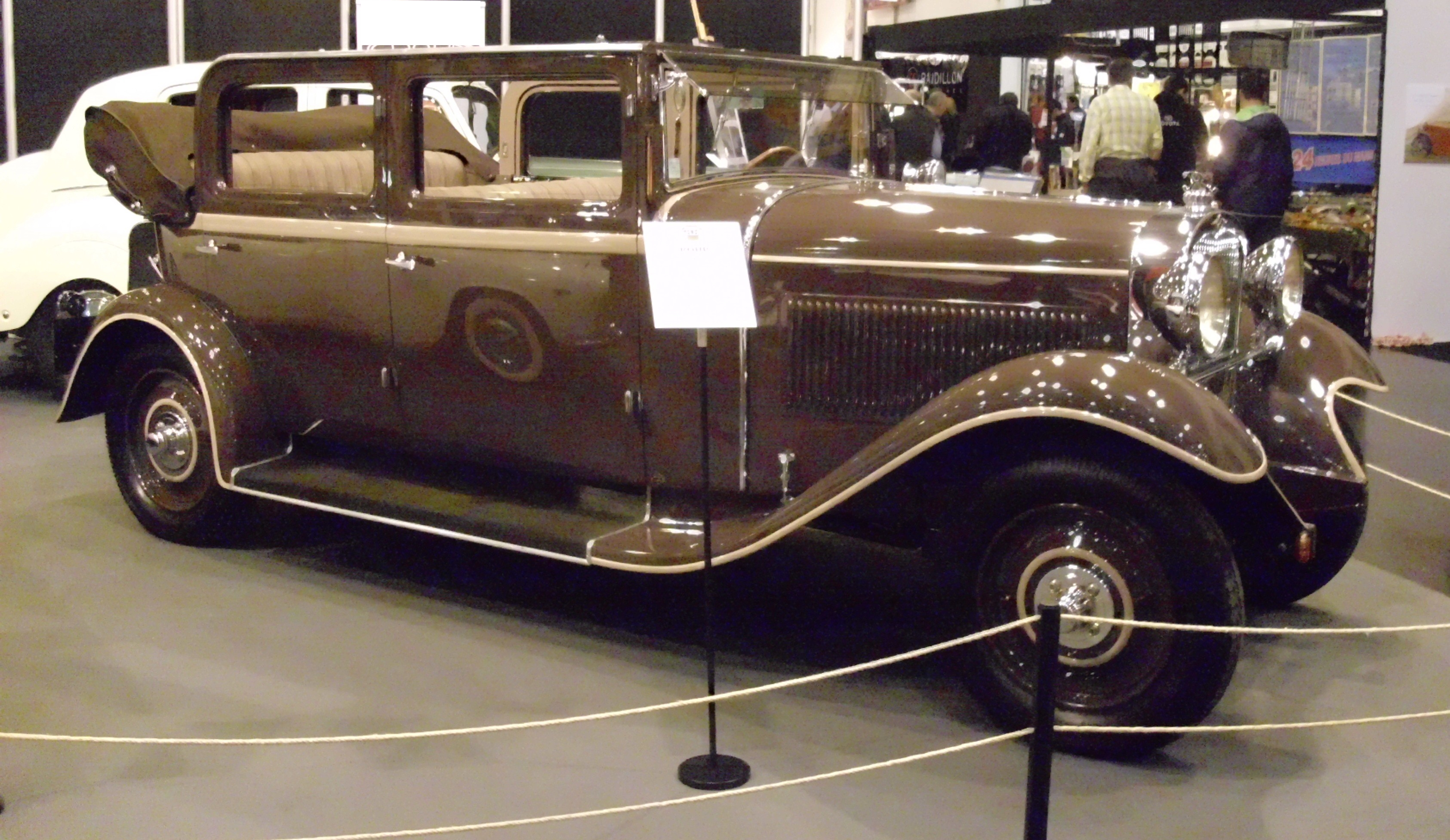
Röhr 8 Typ RА 10/55PS Cabriolet by Autenrieth

У лютому 1928 року на Берлінській автомобільній виставці була представлена нова модель — Röhr 8 Typ R 9/50PS. Машина була новаторською, на той момент у світі існувало близько дві-три фірми, які використовували незалежну підвіску всіх коліс або рейкове управління, тому сама фірма рекламувала свою продукцію як «Найбезпечніший автомобіль у світі». Журналісти вхопилися за сенсаційний автомобіль і схвально про нього відгукувалися, але консервативні автомобільні підприємства стали видавати замовні статті, в яких називали покупців «Рьорів» піддослідними кроликами, оскільки достоїнства машини були сумнівні, на їхню думку. Проте до 1930 року фірма продала близько 1000 екземплярів цієї моделі.

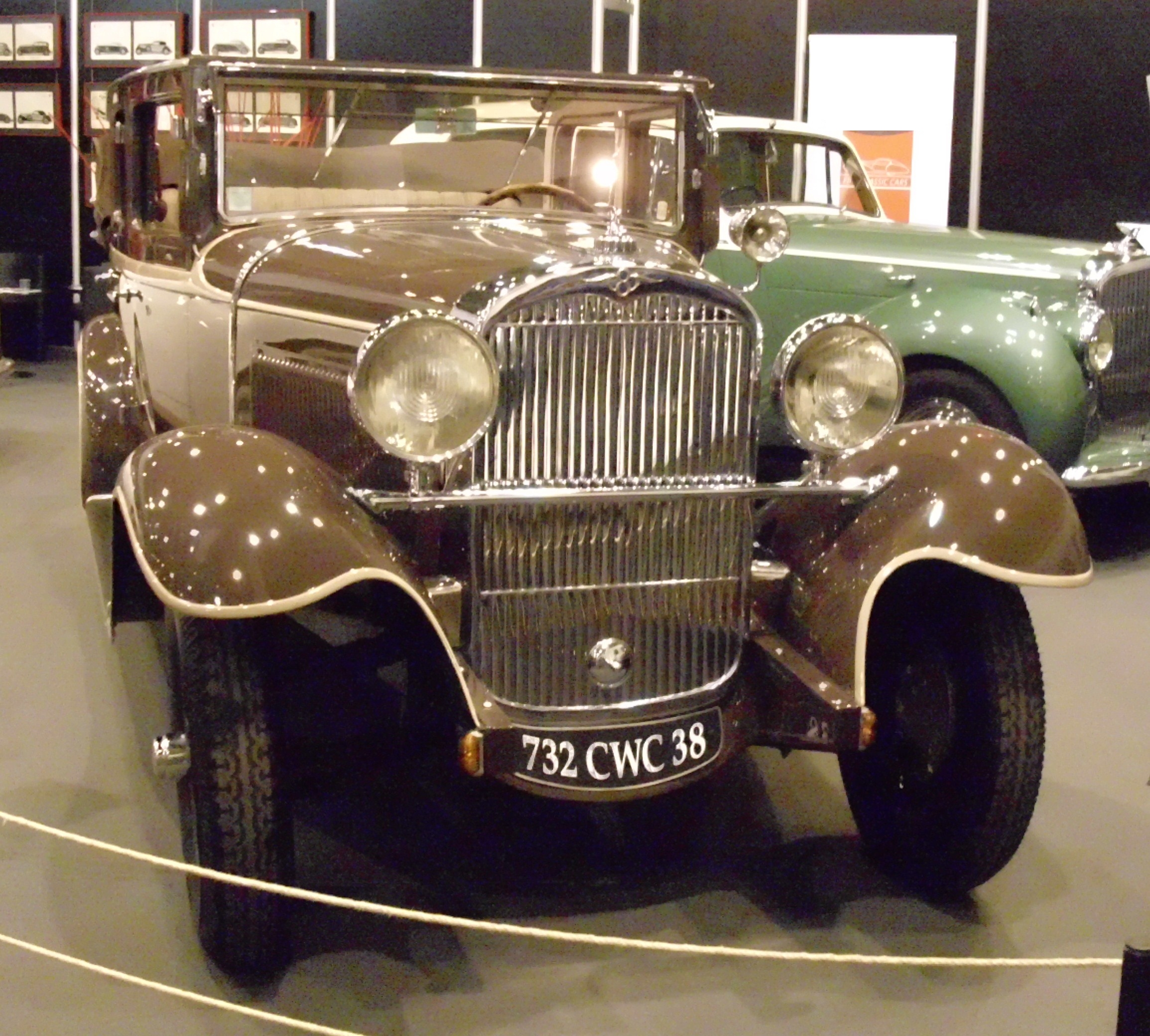
Röhr 8 Typ RА 10/55PS Cabriolet by Autenrieth

У 1930 році фірма з Обер-Рамштадту представила нову модель, цього разу шасі збільшили на 15 см у базі, і на них встановили новий двигун. Рьор і його команда сконструювали мотор типу VR, тобто кут розвалу циліндрів дорівнював 10°, таку ж конструкцію в 1992 році почне використовувати Volkswagen AG на своїх VR6, об'ємом 2.8 л (кут розвалу в мотора VW становить 15°), але чомусь піонерство знову приписується не Рьору, а в даному випадку «Фольксвагену». Об'єм мотора дорівнював 2.5 л, а потужність — 55 к.с. Коробка передач залишилася колишньою, 3-ступінчастою, але за замовленням можна було тепер встановити і 4-ступінчасту фірми ZF-Aphon. Нова машина отримала індекс Röhr 8 Typ RA 10/55PS.
У середині 1930 року під тиском ради директорів синдикату MIAG Хуго Греффеніус припиняє спонсорувати підприємство. Фірма стоїть на межі банкрутства, не рятує становище і замовлення 100 шасі і 50 моторів VR8 британською фірмою Hampton, яка будує спортивні автомобілі. 50 машин з мотором на шасі «Рьора» випускалися там як Hampton Eight, а інші моделі, на шасі яких ставилися 2.4 л 6-циліндрові мотори Continental, продавалися як Hampton Empire Sportsman, головна відмінність — наявність гідравлічного приводу гальм, на початку 1931 року Röhr Auto AG зупиняє виробництво автомобілів.

## Компанія Neue Röhr AG
Але тут на допомогу приходить Schweizer Holdinggesellshaft für Automobilwerke — холдинг зі Швейцарії, біля керма якого стоїть Йооз Андреас Хайнц. У квітні 1931 року він викуповує фірму і перейменовує її на Neue Röhr AG, проте старому власникові не знаходиться місця в новій фірмі, і його звільняють разом зі сформованим кістяком талановитих інженерів: Йозефом Даубеном, Отто Вінкельманом, Вальтером Куртце і Лоренцем Нейссенем. У травні поновлюється виробництво колишньої моделі.
Оскільки фірма залишилася без штатних конструкторів, то було вирішено звернутися до інжинірингових підприємств, і швейцарці звернулися не аби до кого, а в КБ Фердинанда Порше, який уже співпрацює з фірмою Wanderer. Спеціально для Wanderer Порше розробляв мотор V8, об'ємом 3.3 л і потужністю 75 к.с., але після утворення концерну Auto Union Расмуссен відмовився від використання новинки на автомобілях марки Wanderer.
Також професор Порше переробив шасі машини, колія коліс стала ширшою, а сама база додала в довжині 8 см, крім іншого, машина отримала гідравлічний привід гальм. Навесні 1932 року машина з назвою 8 Typ F 13/75PS, з обтічним кузовом роботи фірми Autenrieth, була представлена як прототип на Берлінській виставці.

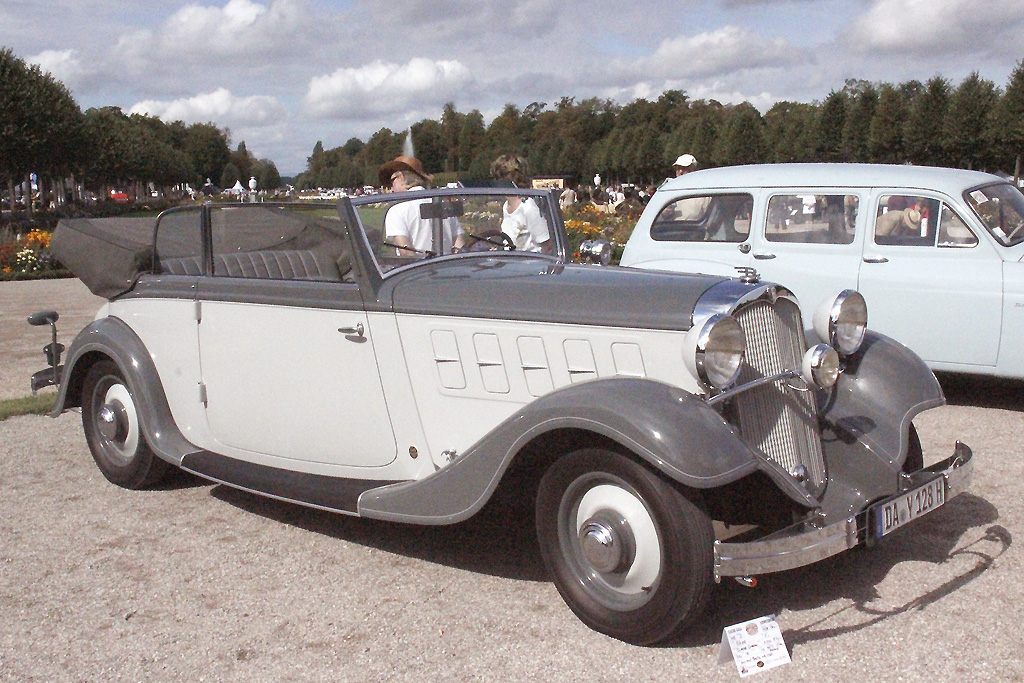
Röhr 8 Typ F 13/75PS Cabriolet by Glässer

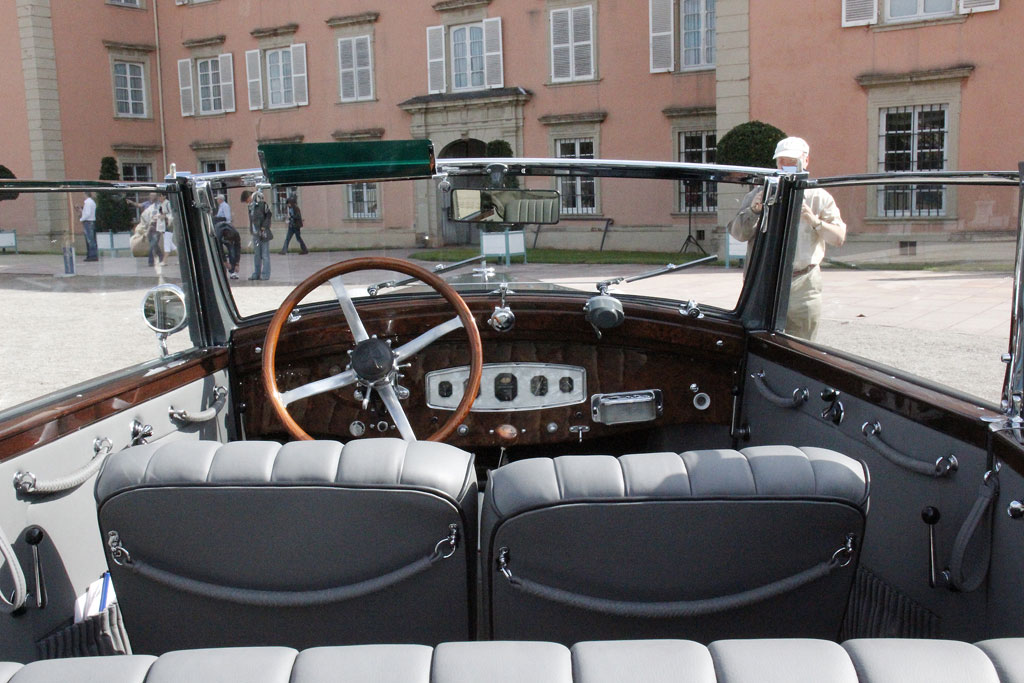
Салон Röhr 8 Typ F 13/75PS

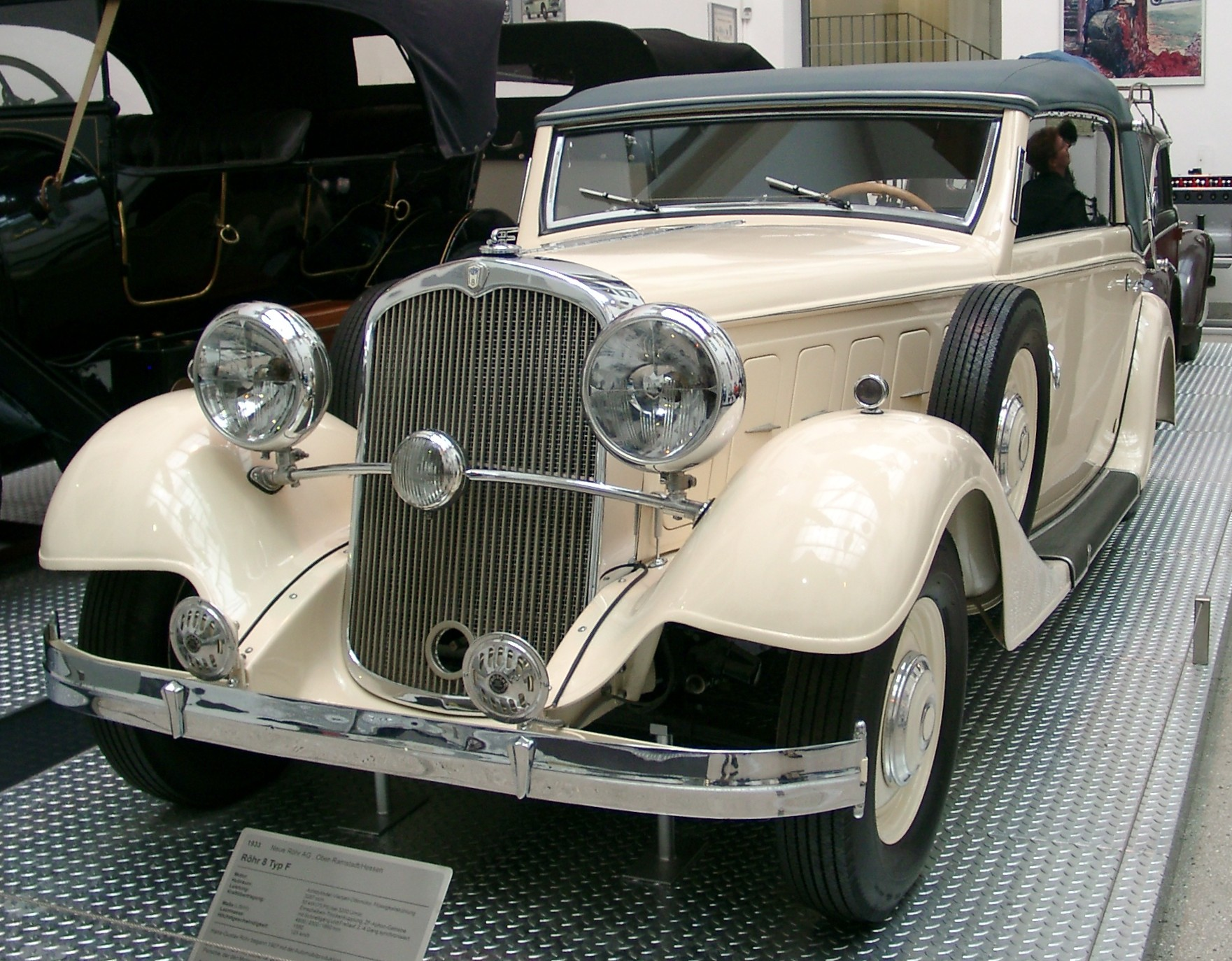
Röhr 8 Typ F 13/75PS Cabriolet by Autenrieth

Виробництво машин почалося тільки в 1933 році, але з більш традиційними кузовами.
Хоча за замовленням могли встановити і кузов Stromlinen, як у прототипу. Виробництво моделі 8 Typ RA було зупинено, до цього моменту фірма продала з 1931 року всього 350 примірників.

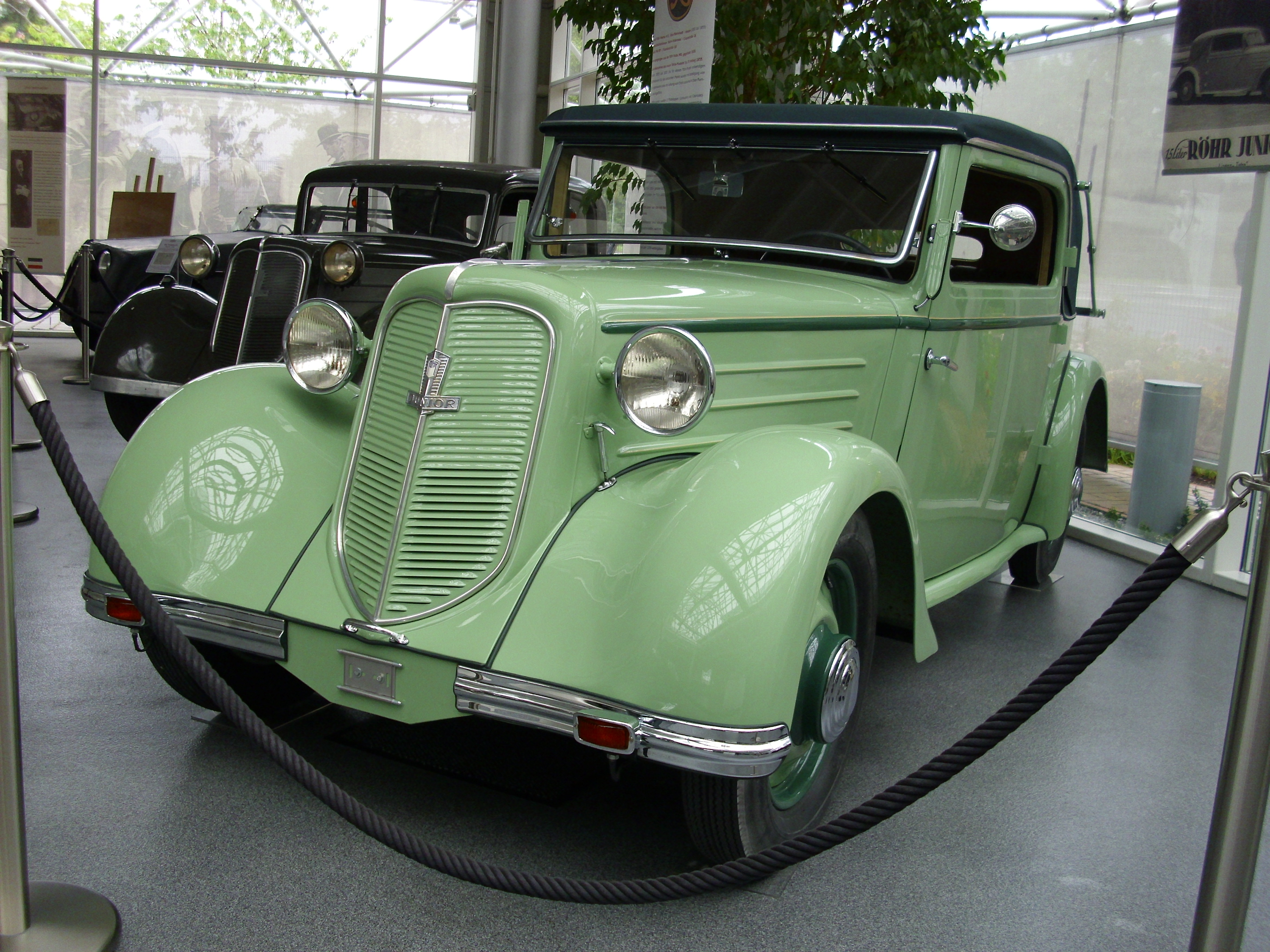
Röhr Junior 6/30PS Cabriolet by Autenrieth

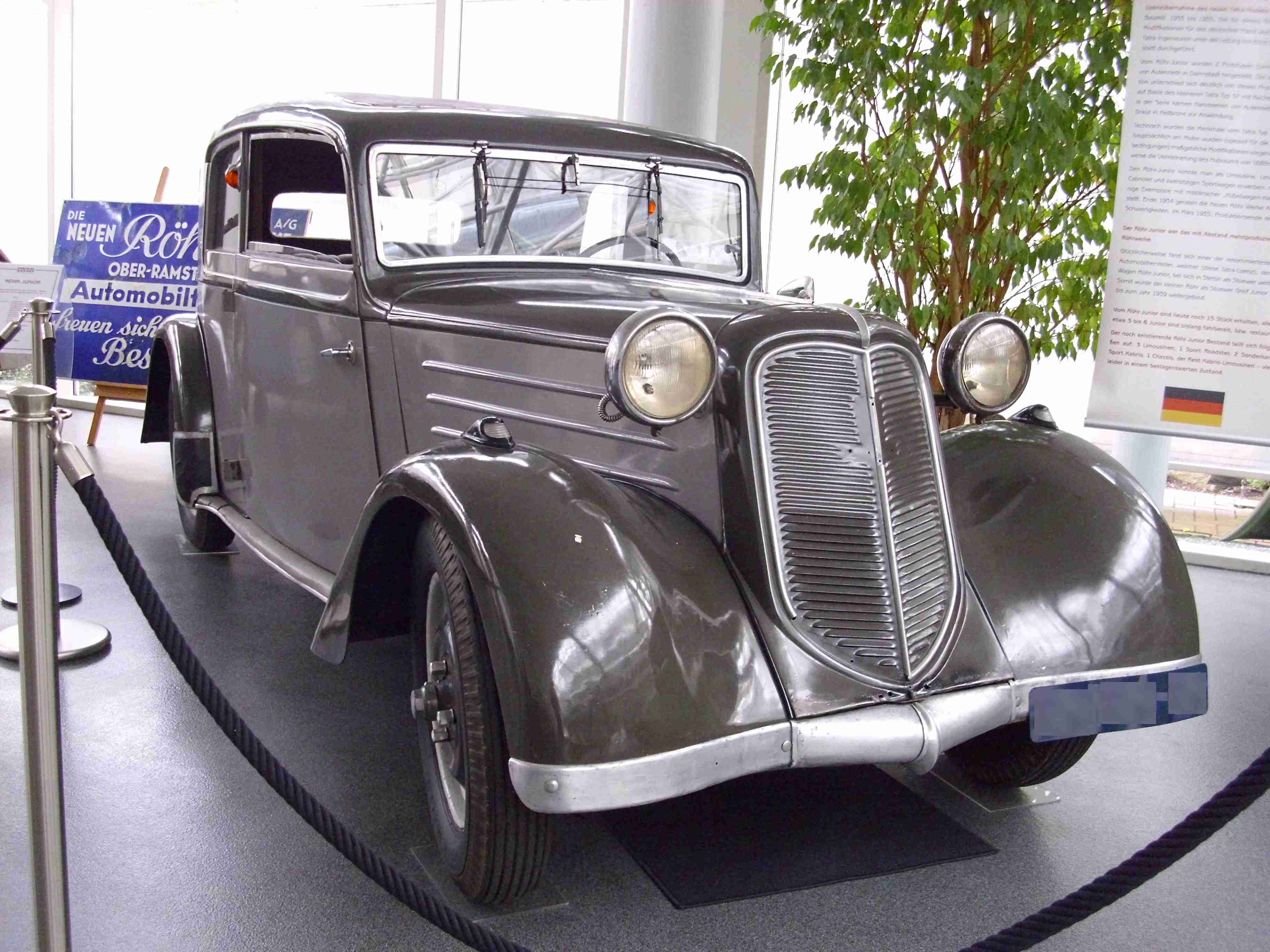
Röhr Junior 6/30PS Limousine by Drauz

Одночасно з 8 Typ F почалися продажі Junior 6/30PS. Ще на початку 1932 року керівництво фірми з Обер-Рамштадту починає переговори з Артуром фон Муммом, главою фірми DELTA (скор. від Deutshcen Licenz Tatra Automobile Betrieb Gmbh), його фірма займалася складанням «Татр» для німецького ринку в місті Франкфурт. Через нього отримали дозвіл на виробництво автомобілів марки «Татра» на Neue Röhr Werke, виробничі лінії у Франкфурті були зупинені в 1933 році, коли в Обер-Рамштадті стали виходити модернізовані «Татра 75». Ця машина також була перероблена професором Порше. Мотор повітряного охолодження був зменшений з 1.7 л до 1.5 л, але потужність при цьому збереглася на рівні 30 сил, підвіска всіх коліс була незалежною, як і у великого «брата». Кузови власного дизайну поставлялися фірмами Drauz (закриті) і Autenrieth (кабріолети). Цій машині було призначено стати наймасовішою.

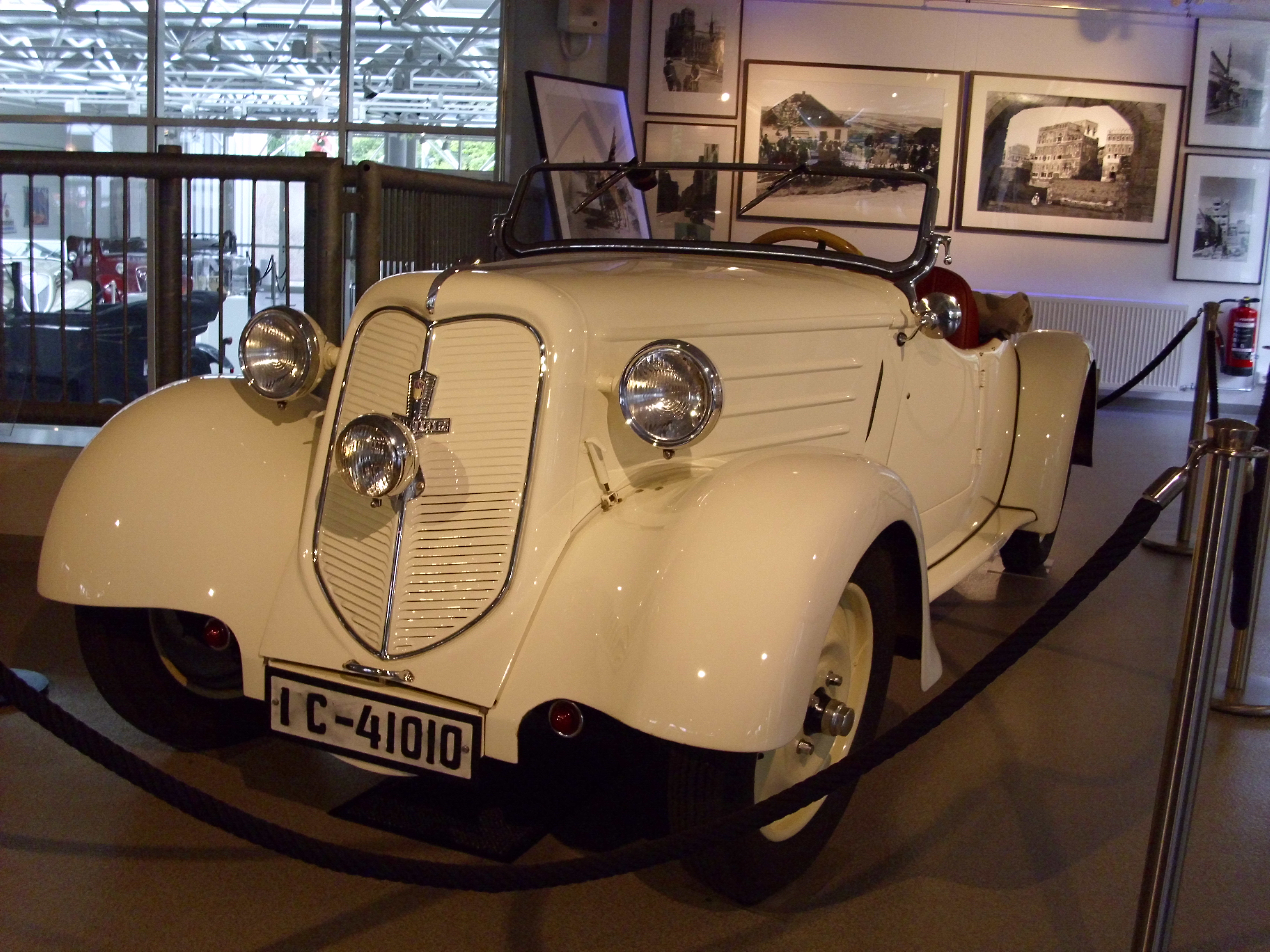
Röhr Junior 6/30PS Roadster

Крім іншого, за замовленням Вермахту почалося виробництво «штабних автомобілів», так званих «Кюбельвагенів», на базі «Юніонорів».
Щоб популяризувати нову модель, фірма вирішила влаштувати показовий 2000-кілометровий пробіг по Німеччині на нових машинах.

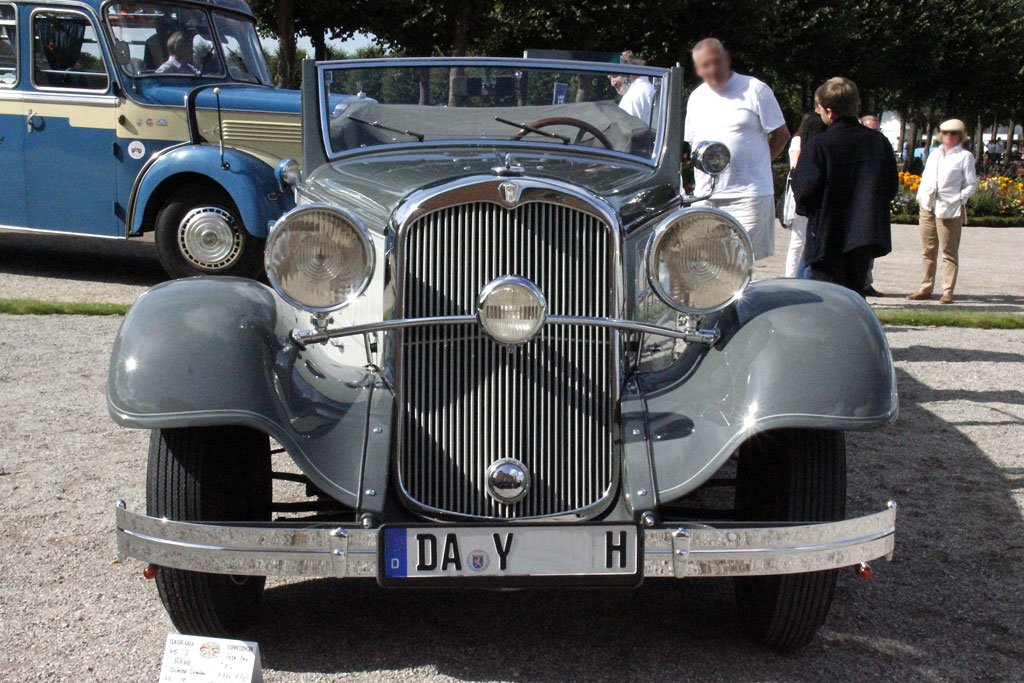
Röhr Olympier Typ FK 13/100PS Sport-Cabriolet

У 1934 році для тих, кому не вистачало потужності базової моделі 8 Typ F, Порше підготував компресорний варіант — Olympier Typ FK 13/100PS. На 3.3 л мотор встановили компресор конструкції Золлера, який давав прибавку в 25 сил, і тоді мотор розвивав вже 100 к.с., але витрата в цьому режимі зростала в 2 рази (до 40 л/100 км). Крім того, Порше переробив підвіску машини, зробивши її торсіонною, таким чином, Olympier Typ FK став першою у світі машиною з подібною підвіскою. Однак захмарна ціна машини сильно позначилася на реалізації, і їх було побудовано всього 4 штуки, з яких до наших днів дійшов лише один автомобіль.

## Припинення виробництва автомобілів. Закриття компанії
Тим часом у Німеччині став набирати обертів націоналізм, проти Neue Röhr AG, біля керма якої стояли євреї зі Швейцарії, починається підривна діяльність, у підсумку в грудні 1934 року Neue Röhr AG змушений був оголосити себе банкрутом. Навесні 1935 року виробництво остаточно зупинилося. Усе обладнання, майно та документація були виставлені на торги, фірма Stoewer викуповує виробничі потужності, документацію та недозібрані комплекти (яких було близько 900) моделі Junior 6/30PS і починає випускати автомобілі як Stoewer Greif Junior в незмінному вигляді до весни 1936 року. Коли наявні машинокомплекти були розпродані, «Штевер» став будувати кузови власного дизайну для цієї моделі.
Решта устаткування і документація були передані фірмі Gesellschaft für die Verwertung von Industrieanlagen mbH, тобто компанії, яка повинна була відновити підприємство — відтоді й до 1936 року стали виробляти на замовлення модель 8 Typ F. У 1937 році MIAG купує будівлі, які колись були придбані за допомогою глави синдикату Греффеніуса, і в них починається виробництво будівельної техніки, яке тривало до 1993 року. Під час війни там виробляли штурмовики «Мессершмідт 110» і танки StuG III.

## Компанія Noll, Monnard & Co

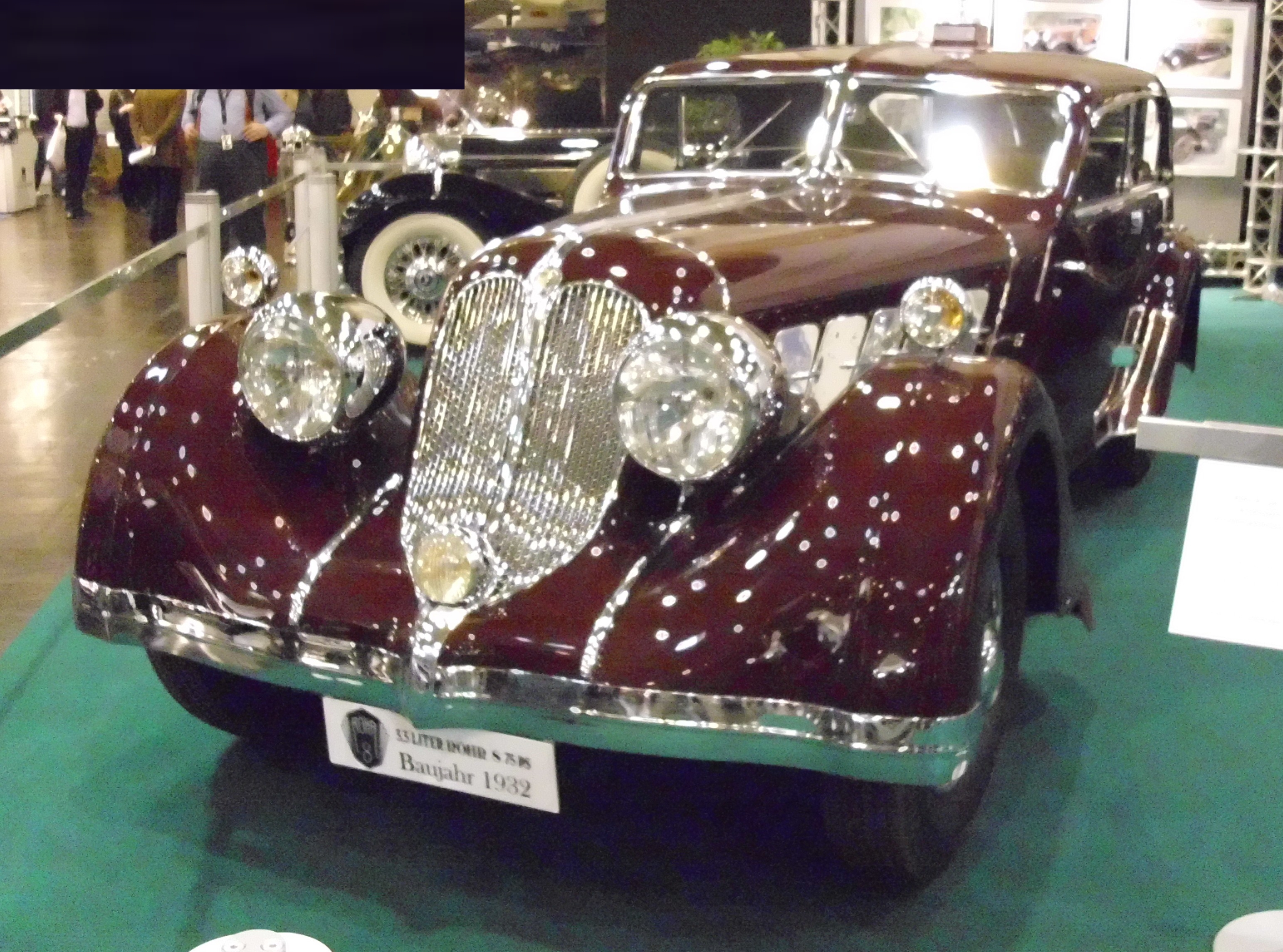
Noll, Monnard пропонували покупцям подібні автомобілі до цього Röhr 8 Typ F 13/75PS Stromlinen Limousine by Autenrieth 1932 року

У рік, коли MIAG викупила територію заводу, до керівництва прийшло двоє чоловіків — Ернст Нолл і Йозеф Моннард, які висловили бажання орендувати приміщення колишнього сервісу фірми Neue Röhr AG, щоб випускати там викуплені машинокомлекти цієї ж фірми. Свою фірму компаньйони назвали Noll, Monnard & Co, у підсумку в 1938 році вони будують і продають вісім готових машин (хоча в багатьох джерелах пишуть, що останні машини були випущені в 1935 році).
У каталогах 1939 модельного ряду були представлені машини з новими кузовами, але з якоїсь причини компаньйони не продовжили їх виробництво, проте вони продовжили продаж запчастин і обслуговування «великих» «Рьорів» до 1952 року (з перервою на війну). З 1952 року, переїхавши, фірма Noll, Monnard & Co стала простим дилером Magirus-Deutz-Vertragswerkstatt, поки в 1978 році не припинила свою діяльність.

## Діяльність Ганса Густава Рьора після звільнення з власної компанії
Що стосовно Ганса Густава Рьора, то у квітні 1931 року його звільнили разом з інженерами, але вже в травні цих панів прихистила у себе фірма Adler AG. У 1932 році починається виробництво машини, яку сконструював Ганс Рьор — Adler Trumpf, а через 2 роки починається випуск наймасовішого дітища конструктора — Adler Trumpf Junior, який був випущений в кількості понад 103 000 екземплярів. 
У 1935 році Рьор йде з «Адлер АГ», посварившись із керівництвом фірми. А тим часом Daimler-Benz AG терміново шукає людину на місце головного інженера, адже наприкінці 1934 року помер Ганс Нібель, і його місце пустує. Кіссель, який був головою Daimler-Benz AG, вимушено бере на його місце Ганса Рьора, який приводить із собою свого старого друга — Йозефа Даубена. Проте стара команда інженерів не приймає Рьора, оскільки вони не розуміють, чому на місце головного інженера поставили сторонню людину, а не когось зі старої команди. Крім іншого, Рьора не допускають до інших проєктів концерну, оскільки в нього дружина була француженкою, яка, до того ж, люто виступала проти фашистського режиму, тому керівництво боїться, що Рьор може злити інформацію про військові проєкти французам.

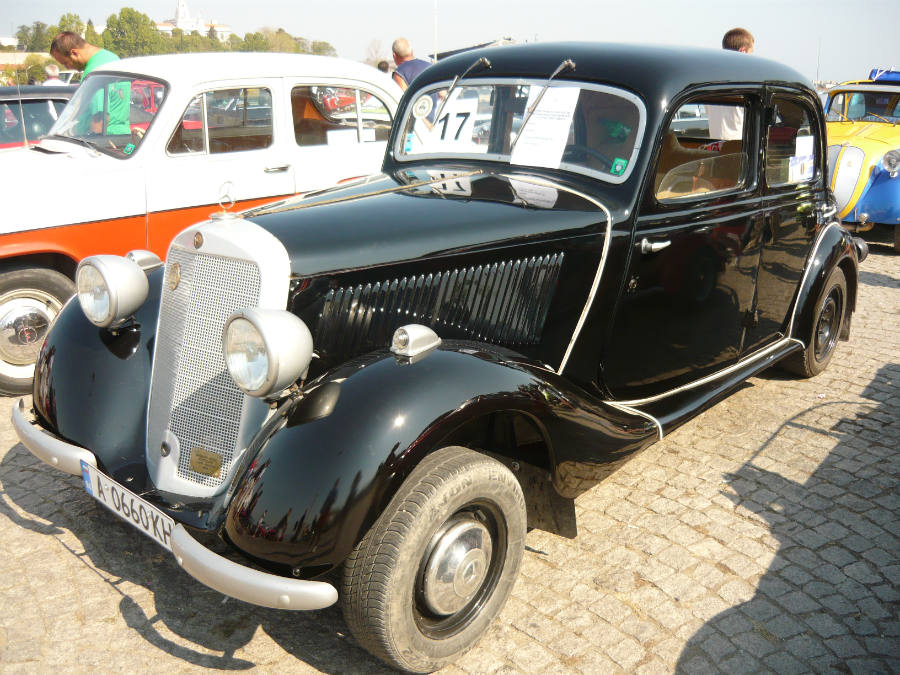
Mercedes-Benz 190VB W145

Однак Рьор і Даубен починають проєктувати 4-, 6- і 8-циліндрові автомобілі з переднім приводом. У 1936 році було побудовано 18 прототипів MB 130VB W144 з 4-циліндровим мотором, чотири MB 190VB W145 з 6-циліндровим мотором і шістнадцять 8-циліндрових 260VB W146. Усі машини оснащувалися переднім приводом, коробка передач перебувала перед мотором, підвіска всіх коліс була незалежною, а гальма всіх коліс — з гідравлічним приводом.
Однак на загальній раді керівництвом фірми при підбурюванні старих інженерів проєкти з передньопривідними моторами були закриті, це був удар по Рьору. Однак, не дивлячись на те, що йому вставляли палиці в колеса, він продовжив роботу над новим проєктом. Він побудував задньоприводний автомобіль Mercedes-Benz 400V W147 з 4-літровим мотором формули V8. Підвіска коліс була незалежною.
Проте робота над проєктом перервалася, коли 10 серпня 1937 року, у віці 42-х років, Ганс Густав Рьор помер від пневмонії, яку «заробив», коли ганяв з відкритим дахом кабріолета на трасі Нюрбургринга.
Після його смерті вся документація і всі 50 прототипів були знищені, а ім'я піддалося забуттю, оскільки він був противником нацистського режиму. Але, не дивлячись на несправедливість по відношенню до Рьора, його друг Даубен продовжив ще 20 років працювати у фірмі Daimler-Benz AG.

## Список автомобілів Röhr
- 1927 — Röhr 8
- 1928 — Röhr 8 Typ R
- 1930 — Röhr 8 Typ RA
- 1933 — Röhr 8 Typ F
  - Röhr Junior
- 1934 — Röhr Olympier Typ FK